# Eckhard Ullrich (Politiker)
Eckhard Ullrich (* 13. Januar 1941 in Hirschwaldau) ist ein deutscher Landwirt und früherer Volkskammerabgeordneter der DDR für die Freie Deutsche Jugend (FDJ).

## Leben
Ullrich stammt aus der preußischen Provinz Niederschlesien und ist der Sohn eines Arbeiters. Nach dem Besuch der Grundschule und der Berufsschule absolvierte er von 1958 bis 1961 die Fachschule für Landwirtschaft in Karl-Marx-Stadt, die er als staatlich geprüfter Landwirt abschloss. Er wurde Vorsitzender der LPG "Neues Leben" in Berbersdorf-Schmalbach und wohnte mit seiner Familie in Berbersdorf.

## Politik
Ullrich trat in die FDJ und wurde in der Kreisstadt Hainichen Mitglied der FDJ-Kreisleitung. 1962 trat er der SED bei.
In der Wahlperiode von 1963 bis 1967 war er Mitglied der FDJ-Fraktion in der Volkskammer der DDR, die unter Vorsitz von Helmut Müller stand. Er arbeitete im Ausschuss für Land- und Forstwirtschaft.